# Соколов, Владимир Алексеевич (лауреат Сталинской премии)
Владимир Алексеевич Соколов (1 марта 1903, Пулково, Красносельский район, Санкт-Петербургская губерния — 1 апреля 1983, Алма-Ата) — доктор геолого-минералогических наук (1946), профессор (1961). Заслуженный деятель науки Казахской ССР (1963).

## Биография
Окончил Ленинградский горный институт (1930).
Начальник геологического управления в Семипалатинске (1931-1940), заведующий сектором музея, директор музея в Институте геологии Казахской ССР (1940-1949), заведующий отделом минерального сырья в Казахском научно-исследовательском институте, заведующий кафедрой в КазГУ в 1949-1983 гг., зам. завкафедры по учебной работе (1951-1952).

## Награды и звания
Лауреат Сталинской премии (1949). Был награждён орденами Красной Звезды, «Знак Почета» и медалями.

## Научные труды
Основные научные труды — по вопросам минералогии и геохимии ландшафта. Исследовал фосфориты Каратау, месторождения андалузита, ванадия и железных руд. Под непосредственным руководством Соколова Саяк, Николаев и Белоусов провели разведку и оценку запасов медных руд Центрального Казахстана и производных кварцитов.
- Джебагалинское ванадиевое месторождение. Геологии Союза. 20, ч. 2, 1945; Актауский как природное минеральное удобрение тип агроруд, А.-А., 1972[1].